# Новоглазово
Новогла́зово (рос. Новоглазово) — присілок в Ігринському районі Удмуртії, Росія.

## Населення
Населення — 7 осіб (2010; 14 в 2002).
Національний склад станом на 2002 рік:
- удмурти — 86 %

## Урбаноніми[3]
- вулиці — Новоглазовська